# Cedar
Cedar és una població dels Estats Units a l'estat de Kansas. Segons el cens del 2010 tenia 14 habitants.

## Demografia
Segons el cens del 2000, Cedar tenia 26 habitants, 10 habitatges, i 9 famílies. La densitat de població era de 55,8 habitants per km².
Dels 10 habitatges en un 40% hi vivien nens de menys de 18 anys, en un 80% hi vivien parelles casades, en un 0% dones solteres, i en un 10% no eren unitats familiars. En el 10% dels habitatges hi vivien persones soles el 10% de les quals corresponia a persones de 65 anys o més que vivien soles. El nombre mitjà de persones vivint en cada habitatge era de 2,6 i el nombre mitjà de persones que vivien en cada família era de 2,67.
Per edats la població es repartia de la següent manera: un 23,1% tenia menys de 18 anys, un 3,8% entre 18 i 24, un 30,8% entre 25 i 44, un 7,7% de 45 a 60 i un 34,6% 65 anys o més.
L'edat mediana era de 40 anys. Per cada 100 dones de 18 o més anys hi havia 100 homes.
La renda mediana per habitatge era de 31.875 $ i la renda mediana per família de 30.625 $. Els homes tenien una renda mediana de 32.500 $ mentre que les dones 8.750 $. La renda per capita de la població era de 13.770 $. Cap de les famílies estaven per davall del llindar de pobresa.

## Poblacions més properes
El següent diagrama mostra les poblacions més properes.